# 펌프 잇 업 1st Dance Floor
펌프 잇 업 1st Dance Floor는 1999년 9월 20일에 발매한 펌프 잇 업의 초대작으로 첫 작품이었기 때문에 별다른 부제없이 펌프 잇 업!으로 출시되었다. 다만 출시 당시에는 선풍적인 인기를 끌었고 그에 따라 우후죽순으로 쏟아져 나오는 댄스 댄스 레볼루션의 아류작 중 하나인줄 안 사람이 많았었다. 후기 버전이 있었는데 저작권 문제 때문에 그 버전에서 김현정의 실루엣이 삭제되고 대신 허니 패밀리의 랩교 2막이 들어가게 되었다.
그리고 가요 리믹스 2에서 김현정의 자유선언이 조성모의 유&I로 교체되었다. 이 버전의 배틀 모드는 다른 시리즈의 배틀 모드와 큰 차이가 있는데 메뉴를 선택하면 4가지의 곡이 나와있다. 이것 중 아무거나 선택해서 플레이를 하면 처음에 투명한 스텝들이 올라오는데 그 투명한 스텝에 맞춰서 스텝을 밟고 나면 상대쪽에서도 똑같이 올라온다.
이렇게 하다보면 한번에 4~5개씩 올라오는 일이 생겨서 상대방도 한번에 4, 5개를 밟아야 하는 경우가 생긴다. 다만 그 실상은 댄스 댄스 레볼루션 2nd의 스텝 배틀 모드를 따라한 것인데다가 2크레딧이면서 1스테이지밖에 할 수 없어서 은근히 돈 아깝기도 한 모드.
참고로 곡 타이틀화면과 BGA사이에 낚시가 있었던 버전이기도 하다. 이그니션 스타츠와 또다른 진심과 같이 똑같은 부분을 돌려가면서 쓰는 것도 있었고.. 아마 제작 시간등의 이유가 겹쳤을것이라고 추측. 유일하게 오프닝, H2P, 곡 선택 중, 엔딩 BGM이 모두 존재하는 버전이기도 하다. 그리고 초기 발매 시에는 지금과 발판의 형상이 달랐던 것 같다.

## 대표 곡
이그니션 스타츠, 힙노시스, 영원한 사랑, 펑키 투나잇, 증오, 또다른 진심

## 플레이 가능 모드
- 곡 선택법: 각 방향에 대응하는 화살표를 2번 눌러서 선택[2]
  - 이지(易: Baby Step): 3스테이지 플레이 가능
  - 하드(難: Professional Step): 3스테이지 플레이 가능
  - 더블(兩; Twin Role Step): 3스테이지 플레이 가능 1인플레이시에만 선택가능
  - 배틀(戰: Showdown Step): 1스테이지 플레이 가능. 2인플레이시에만 선택가능
  - 리믹스(連: Crazy Step): 1스테이지 플레이 가능

## 일반 곡 목록
| 아티스트      | 노래                       | 이지 | 하드 | 더블 |
| ------------- | -------------------------- | ---- | ---- | ---- |
| 반야          | 이그니션 스타츠            | X    | O    | O    |
| 반야          | 힙노시스                   | X    | O    | O    |
| 핑클          | 영원한 사랑                | O    | X    | X    |
| 유승준        | 열정                       | O    | O    | O    |
| 터보          | 검은 고양이                | X    | O    | O    |
| 젝스키스      | 폼생폼사                   | O    | O    | O    |
| 허니 패밀리   | 랩교 2막                   | O    | X    | X    |
| 클론          | 돌아와                     | O    | O    | O    |
| 클론          | 펑키 투나잇                | X    | O    | O    |
| 모노크롬      | 니가 진짜로 원하는게 뭐야? | X    | O    | X    |
| 노바소닉      | 증오                       | X    | O    | O    |
| 노바소닉      | 또다른 진심                | O    | O    | X    |
| 드렁큰 타이거 | 난 널 원해                 | O    | X    | O    |
| 엄정화        | 몰라                       | X    | O    | O    |
| 박미경        | 이유같지 않은 이유         | O    | X    | O    |
| 아티스트      | 노래                       | 이지 | 하드 | 더블 |

## 리믹스 곡 목록
| 아티스트             | 노래              | 싱글 | 수록곡                                              |
| -------------------- | ----------------- | ---- | --------------------------------------------------- |
| 핑클/클레오/박미경   | 1st 디바 리믹스   | O    | 자존심 네가 나를 꼭 사랑할 때만 언젠가는            |
| 엄정화/조성모/박미경 | 1st 디스코 리믹스 | O    | 페스티발 유&I 집착                                  |
| 김건모/클론/젝스키스 | 1st 테크노 리믹스 | O    | 뻐꾸기 둥지위로 날아간 새 꿍따리 샤바라 로드 파이터 |
| 터보                 | 터보 리믹스       | O    | 선택 온리 세븐틴 나 어릴적의 꿈 굿바이 예스터데이   |
| 아티스트             | 노래              | 싱글 | 수록곡                                              |

## 스테이지 별 출현곡
- Easy
  - 1 Stage - 영원한 사랑, 폼생폼사, 랩교 2막, 난 널 원해
  - 2 Stage - 난 널 원해, 열정, 돌아와, 또다른 진심
  - 3 Stage - 몰라, 이유 같지 않은 이유, 펑키 투나잇, 니가 진짜로 원하는 게 뭐야

- Hard
  - 1 Stage - Easy 3 스테이지와 동일
  - 2 Stage - 열정, 검은 고양이, 또다른 진심, 돌아와
  - 3 Stage - 폼생폼사, 증오, 이그니션 스타츠, 힙노시스

- Double
  - 1 Stage - 난 널 원해, 몰라, 이유 같지 않은 이유, 펑키 투나잇
  - 2 Stage - 펑키 투나잇, 열정, 폼생폼사, 검은 고양이
  - 3 Stage - 돌아와, 증오, 이그니션 스타츠, 힙노시스

- Nonstop Remix
  - Remix 1 - 1st 디바 리믹스
  - Remix 2 - 1st 디스코 리믹스
  - Remix 3 - 1st 테크노 리믹스
  - Remix 4 - 터보 리믹스

- Battle
  - Battle 1 - Hip-Hop
  - Battle 2 - Disco
  - Battle 3 - Techno
  - Battle 4 - Hardcore

| 펌프 잇 업 시리즈          | 펌프 잇 업 시리즈 | 펌프 잇 업 시리즈          | 펌프 잇 업 시리즈 |
| -------------------------- | ----------------- | -------------------------- | ----------------- |
| 펌프 잇 업 1st Dance Floor | ->                | 펌프 잇 업 2nd Dance Floor |                   |